# 鍾汪
鍾汪（1481年—？年），字季深，广东广州府南海縣人，軍籍。

## 生平
治《易經》，行五，正德五年（1510年）庚午科廣東鄉試第二十四名舉人，曾任江西武宁县学教谕，年四十三歲中式嘉靖二年（1523年）癸未科會試第一百二十八名，第二甲第五十一名進士。

## 家族
曾祖鍾普養。祖父鍾玄齡。父鍾鑾。母周氏。慈侍下。兄鍾湜，教谕。钟演、钟湘。